# Paradisets fyra floder
Paradisets fyra floder avser de floder som omnämns i Första Moseboken andra kapitel. Floderna, vilka bevattnar Edens lustgård, är Pishon, Gichon, Chidekel (Tigris) och Phirat (Eufrat). Senare kom historikern Josefus att identifiera Pishon med Ganges och Gichon med Nilen. Dessa floder blev viktiga i medeltida teologi och historieskrivning och kom också att avbildas i den religiösa konsten.